# Wig-Wam Bam
Wig-Wam Bam ist ein Lied der britischen Glam-Rock-Band The Sweet. Das Stück ist die vierte und letzte Singleauskopplung aus ihrem ersten Best-of-Album The Sweet’s Biggest Hits und avancierte zum Millionenseller.

## Entstehung und Artwork
Geschrieben wurde das Lied von dem Australier Mike Chapman und dem Briten Nicky Chinn. Das Autorenduo zeichnete darüber hinaus für viele Charthits von The Sweet in den 1970er-Jahren verantwortlich. Die Produktion oblag Phil Wainman, einem britischen Musikproduzenten, der wie Chapmann und Chinn an vielen Charthits der Band beteiligt war. Das Mastering übernahm RCA Records. Arrangiert wurde das Lied von Phil Dennys.
Zur Single von Wig-Wam Bam erschienen verschiedene regionale Coverbilder. Das Frontcover zur deutschen Ausgabe zeigt ein Bandporträt aus dem Musikstudio (Katalognummer: RCA Victor 74-16 209). Die Fotografie stammt von Wolfram Jürgen Mehl.

## Veröffentlichung und Promotion
Die Erstveröffentlichung von Wig-Wam Bam erfolgte als 7″-Single am 1. September 1972 durch RCA Victor. In den Vereinigten Staaten erschien die Single bei Bell Records im September 1973. Neben Wig-Wam Bam enthält die reguläre Single das Lied New York Connection als B-Seite. In Italien und Japan entschloss man sich für die B-Seite Little Willy. Bei Little Willy handelt es sich um die vorherige Singleauskopplung der Band. Im Dezember 1972 erschien Wig-Wam Bam als Teil von The Sweets erstem Best-of-Album The Sweet’s Biggest Hits. Das Lied erschien als vierte und letzte Singleauskopplung daraus. Verlegt wurde das Lied in Deutschland von Chinnichap Publishing sowie dem Subverlag Discoton Musik Edition. Auf späteren Neuauflagen war Wig-Wam Bam auch Teil des Debütalbums Funny Funny How Sweet Co-Co Can Be.
1977 erschien in Deutschland eine Neuauflage von Wig-Wam Bam/New York Connection im Rahmen der „Oldies-But-Goldies“-Reihe. Im Vereinigten Königreich wurde die Single im Januar 1988 mit der B-Seite Co-Co neu aufgelegt. Co-Co erschien bereits 1971 als eigenständige Single aus dem Debütalbum Funny Funny How Sweet Co-Co Can Be.
Um für das Lied zu werben, trat die Band unter anderem in der britischen BBC-Musikshow Top of the Pops live auf. Im deutschsprachigen Raum hatte die Band am 11. November 1972 einen Liveauftritt in der ZDF-Musiksendung disco.

## Inhalt
Der Liedtext zu Wig-Wam Bam ist in englischer Sprache verfasst. Die Musik und der Text wurden gemeinsam von Mike Chapman und Nicky Chinn geschrieben beziehungsweise komponiert. Musikalisch bewegt sich das Lied im Bereich der Rockmusik, stilistisch im Bereich des Glam Rock. Das Tempo beträgt 127 Schläge pro Minute. Die Tonart ist E-Dur. Inhaltlich wurden Chapman und Chinn hierfür vom Gedicht Das Lied von Hiawatha inspiriert. Das Gedicht stammt aus dem Jahr 1855 von dem US-amerikanischen Schriftsteller Henry Wadsworth Longfellow und erzählt vom Leben des Indianers Hiawatha, der im 16. Jahrhundert lebte. Das Lied beginnt auch mit der Zeile: „Hiawatha didn’t bother too much“ (englisch für „Hiawatha hat sich nicht allzu sehr bemüht“). Mit den Zeilen: „Running Bear never cared enough. About Little White Dove and her tender love“ (englisch für „Laufender Bär hat sich nie viel gekümmert; um die Kleine Weiße Taube und ihre zärtliche Liebe.“) nimmt die Band darüber hinaus Bezug auf das Lied Running Bear von Johnny Preston aus dem Jahr 1959.
Aufgebaut ist das Lied auf zwei Strophen und einem Refrain. Es beginnt mit der ersten Strophe, die sich aus fünf Zeilen zusammensetzt. Auf die erste Strophe folgt der Refrain, der ebenfalls aus fünf Zeilen besteht. Der gleiche Vorgang wiederholt sich mit der zweiten Strophe. Der zweite Refrain endet mit dem sogenannten „Post-Chorus“, der aus der sich wiederholenden Zeile „Wig-wam, bam sham-a-lam“ besteht. Nach dem Post-Chorus wiederholt sich die erste Strophe nochmals, ehe das Lied mit dem dritten, sich zweimal wiederholenden, Refrain endet. Der Hauptgesang stammt von Brian Connolly, im Hintergrund sind die Stimmen der restlichen Sweet-Mitglieder Steve Priest, Andy Scott und Mick Tucker zu hören.
| „Wig-wam bam, gonna make you my man. Wam bam bam, gonna get you if I can, Wig-wam bam, wanna make you understand, Try a little touch, try a little too much, Just try a little wig-wam bam.“ – Refrain, Originalauszug | „Wig-wam bam, [ich] werde dich zu meinem Mann machen, Wam bam bam, [ich] muss dich haben, wenn ich es schaffe, Wig-wam bam, [ich] möchte, dass du [mich] verstehst, Versuche eine kleine Berührung, gehe ein bisschen zu weit, Probiere einfach ein bisschen wig-wam bam.“ – Refrain, Übersetzung |

## Mitwirkende
| Liedproduktion - Mike Chapman: Komponist, Liedtexter - Nicky Chinn: Komponist, Liedtexter - Brian Connolly: Gesang - Phil Dennys: Arrangement - Steve Priest: Bass, Begleitgesang - Andy Scott: Begleitgesang, Gitarre - Mick Tucker: Begleitgesang, Schlagzeug - Phil Wainman: Musikproduzent | Artwork - Wolfram Jürgen Mehl: Fotograf (Cover) Unternehmen - Bell Records: Musiklabel - Chinnichap Publishing: Verlag - Discoton Musik Edition: Verlag - RCA Records: Mastering - RCA Victor: Musiklabel |

## Charts und Chartplatzierungen
Wig-Wam Bam erreichte in Deutschland die Chartspitze der Singlecharts und hielt sich acht Wochen an ebendieser sowie 17 Wochen in den Top 10 und 24 Wochen in den Charts. 1972 belegte die Single Rang sieben der deutschen Single-Jahrescharts. In Österreich erreichte Wig-Wam Bam mit Rang fünf seine beste Chartnotierung und platzierte sich zwei Monate in den Top 10 und drei Monate in den Charts. In den Jahrescharts von 1972 belegte die Single Rang 15. In der Schweiz erreichte die Single Rang zwei und musste sich lediglich Silver Machine von Hawkwind sowie Mexico von den Les Humphries Singers geschlagen geben. Die Single platzierte sich 14 Wochen in den Top 10 beziehungsweise in den Charts. Im Vereinigten Königreich erreichte Wig-Wam Bam Rang vier und platzierte sich fünf Wochen in den Top 10 und 13 Wochen in den Charts. Darüber hinaus erreichte die Single Top-10-Platzierungen in Belgien, der Niederlande, Norwegen und Südafrika.
Für The Sweet war dies jeweils der sechste Charterfolg in Deutschland und dem Vereinigten Königreich sowie der vierte in der Schweiz und der erste in Österreich. In Deutschland war es ihr fünfter Top-10-Erfolg sowie der vierte in der Schweiz, der dritte nach Co-Co und Little Willy im Vereinigten Königreich und der erste in Österreich. Nach Co-Co und Little Willy war es der dritte Nummer-eins-Hit für The Sweet in Deutschland.
| ChartsChartplatzierungen     | Höchstplatzierung | Wochen |
| ---------------------------- | ----------------- | ------ |
| Deutschland (GfK)            | 1 (24 Wo.)        | 24     |
| Österreich (Ö3)              | 5 (12 Wo.)        | 12     |
| Schweiz (IFPI)               | 2 (14 Wo.)        | 14     |
| Vereinigtes Königreich (OCC) | 4 (13 Wo.)        | 13     |

| ChartsJahrescharts (1972) | Platzierung |
| ------------------------- | ----------- |
| Deutschland (GfK)         | 7           |
| Österreich (Ö3)           | 15          |

## Coverversionen (Auswahl)
- 1972: Teddy Parker[5]
- 1973: Franz Lambert[34]
- 1973: James Last (Medley)[35]
- 1973: Les Humphries Singers (Medley)[35]
- 1973: Kai Warner (Medley)[34]
- 1984: Black Lace[5]
- 1989: Damian[5]
- 1995: Brian Connolly[35]
- 1998: The Donnas[5]
- 1999: Waterloo[35]
- 2000: Party Animals[35]
- 2003: Major Healey[35]
- 2006: Gavin Friday[35]